# Piper sanmarcosanum
Piper sanmarcosanum är en pepparväxtart som beskrevs av C. Dc. och Henri François Pittier. Piper sanmarcosanum ingår i släktet Piper och familjen pepparväxter. Inga underarter finns listade i Catalogue of Life.